# أحمد يوسف (لاعب كرة قدم)
أحمد يوسف هو مدرب كرة قدم ولاعب كرة قدم ماليزي، ولد في 1960.